# Río Tranquilo (Palena)
El río Tranquilo es un curso natural de agua que nace en la Región de Los Lagos, fluye con dirección general norte hasta desembocar en la ribera sur del curso medio del río Palena.: 221 

## Historia
Luis Risopatrón lo describe en su Diccionario Jeográfico de Chile de 1924:: 221 
Tranquilo (Rio). 43° 45' 72° 08' Es de coito curso, nace en las faldas de los cerros Maldonado i Serrano, corre hacia el N i se vácia en la márjen S de la parte superior del rio Palena, al SW de la desembocadura de rio de El Torrente. 61, LXXXVII plano; 120, p. 64; 134; i 159.